# Spencer Turrin
Spencer Alf Turrin (Maitland, 29 agosto 1991) è un canottiere australiano, campione olimpico nel quattro senza a Tokyo 2020.

## Biografia
Ai mondiali di Chungju 2013 ha conquistato l'argento nel 4 senza. Nella stessa specialità è salito sul podio anche ai mondiali di Amsterdam 2014 e Aiguebelette-le-Lac 2015, vincendo rispettivamente bronzo e argento.
Ha rappresentato l'Australia ai Giochi olimpici estivi di Rio de Janeiro 2016, classificandosi 6º nel due senza con Alex Lloyd.
Si è laureato campione iridato nel 4 senza ai mondiali di Sarasota 2017 e Plovdiv 2018, in entrambe le edizioni con Joshua Hicks, Jack Hargreaves ed Alexander Hill.
Ha fatta la sua seconda apparizione olimpica a Tokyo 2020, dove ha vinto la medaglia d'oro nel quattro senza con Alexander Purnell, Jack Hargreaves e Alexander Hill, precedendo Romania e Italia.
Ai mondiali di Račice 2022 ha conquistato l'argento iridato nel quattro senza con Alexander Purnell, Jack Hargreaves e Joseph O'Brien.

## Palmarès
- Giochi olimpici estivi

Tokyo 2020: oro nel 4 senza;
- Mondiali

Chungju 2013: argento nel 4 senza.
Amsterdam 2014: bronzo nel 4 senza.
Aiguebelette-le-Lac 2015: argento nel 4 senza.
Sarasota 2017: oro nel 4 senza.
Plovdiv 2018: oro nel 4 senza.
Račice 2022: argento nel 4 senza;